# T-6号鱼雷艇
T-6号（德語：T 6）是纳粹德国战争海军于1930年代建造的十二艘1935级鱼雷艇的六号艇。它于1940年第二次世界大战期间竣工，最初用于护送船只穿越斯卡格拉克海峡，之后于7月被指派为布雷舰护航，以协助后者在北海和英吉利海峡布设雷区。两个月后，该艇开始自行布雷，并于11月作为第2鱼雷艇区舰队的旗舰，在试图袭击苏格兰沿岸附近的几支护航队时触雷沉没。

## 设计及装备
1935级是纳粹德国战争海军为满足《伦敦海军条约》600長噸（610公噸）排水量要求而对高速、远洋鱼雷艇作出的一次不成功的设计尝试，因为此类小型舰艇不计入国家总吨位限制。T-6号全长84.3米，水线长82.2米；1941年重建艇艏以提高耐波性后，全长则增至87.1米。它有8.62米的舷宽以及平均2.83米的吃水深度，标准排水量实际为859長噸（873公噸）、满载排水量则可达1,108長噸（1,126公噸），超出了设计限制。该艇搭载有两组瓦格纳齿轮传动蒸汽轮机，各负责驱动一副三叶螺旋桨，设计功率为31,000匹軸馬力（23,000千瓦特）。过热蒸汽由四台高压水管锅炉供应，可推动艇只以35節（65每小時）的速度航行。T-6号最多可贮存200吨燃料油，能够以19節（35每小時）的速度的巡航1,200海里（2,200）。艇只的标准船员编制为6名军官和113名水兵。
竣工时，1935级鱼雷艇在艇艉装备有一门105毫米32式速射炮作为主炮。防空系统则包括以背负形式架设在105毫米炮上方的一门37毫米30式高射炮，以及安装在舰桥翼台的两门20毫米30式高射炮。它们还在两座水面三联装挂架上安装有六具500毫米鱼雷发射管，并可携带多达30枚水雷（天气良好时可携带60枚）。许多同级艇在竣工前便已将37毫米炮换装为额外的20毫米炮、深水炸弹和扫雷切割器。战争后期的增建仅限于安装雷达、雷达探测器和额外的高射炮，通常是以牺牲艇艉鱼雷发射管挂架为代价。

## 服役历史
T-6号的建造合同于1936年1月15日发包予德意志船舶及机械制造股份公司（德希马格），自1936年12月30日起在其设于不来梅的威悉船厂铺设龙骨，建造序列为935。它于1937年12月16日下水，1940年4月30日入役。新艇的调试工作一直持续到7月，随后被调派至斯卡格拉克海峡执行护航任务。8月31日，它与姊妹艇T-5、T-7和T-8号一同被编入第2鱼雷艇区舰队，进而于8月31日至9月2日期间护送布雷舰在北海西南部布设雷区。该区舰队于9月5日至6日在英吉利海峡执行了一次布雷掩护任务，随后又于9月8—9日和15—16日在多佛尔海峡自行布设雷区。到11月，第1和第2鱼雷艇区舰队均已移驻挪威斯塔万格。德国人通过空中侦察于当月初发现了两支盟军沿海护航队，战争海军估计它们将于11月7日凌晨通过苏格兰的金奈尔德角。由T-6号及其姊妹艇T-1、T-4、T-7、T-8、T-9和T-10号组成的两支区舰队遂于11月6日起航，试图穿过英国雷区的缺口，在第二天凌晨02:00左右拦截护航队。然而，英国人已在德国人不知情的情况下将雷区进一步向北扩展，使得担任第2区舰队旗舰的T-6号在午夜后不久便触雷。爆炸摧毁了两台涡轮机，引发艇艉起火，并使艇身倾侧10度。当前部轮机舱开始进水并且侧倾加剧时，艇长下令弃艇。T-7和T-8号对幸存者实施营救，但仍有48人丧生，拦截行动被迫放弃。